# Carsten Harms
Carsten Harms (* 7. März 1830 in Witzwort; † 7. März 1897 in Niebüll) war ein deutscher Tierarzt.

## Leben und Wirken
Carsten Harms war ein Sohn des Bauers Hans Harms (1803–1834) und dessen Ehefrau Anna Maria, geborene Pauls, verwitwete Adolf. Er besuchte eine Dorfschule und begann 1846 eine Ausbildung in der Adler-Apotheke in Friedrichstadt. Dabei lernte er Griechisch und Latein und arbeitete als Lehrling in Apotheken in Bredstedt und Süderstapel. 1851 begann er in Hannover ein Studium der Veterinärmedizin. Er beendete das Studium mit Sondergenehmigung aufgrund guter Leistungen im Herbst 1854 mit der Note „gut“. Er durfte mit dem Abschluss Aufgaben in der Forensik und für die Polizei übernehmen. Außerdem arbeitete er in Hannover als Kreistierarzt; eine Stelle, die es zuvor nicht gab.
Bis 1857 hatte Harms Praxen auf Nordstrand und in Friedrichstadt. Im selben Jahr assistierte er Ernst Friedrich Gurlt und dem Pathologen Andreas Christian Gerlach an der Tierarzneischule in Berlin. Im Frühjahr 1858 studierte er kurzzeitig an der École nationale vétérinaire d’Alfort. Im Sommer 1858 erhielt er einen Ruf als Interimslehrer an die Tierarzneischule Hannover. Am 12. Oktober 1858 heiratete er auf Nordstrand die Bauerntochter Suseline Catharine Hansen (1836–1903), mit der er keine Kinder hatte. Das Ehepaar adoptierte stattdessen Emma Frank aus Friedrichstadt.
Harms blieb bis zum 1. April 1859, an dem Andreas Christian Gerlach den Direktorenposten des verstorbenen Johann Heinrich Friedrich Günther übernahm, an der Schule in Hannover. Anschließend arbeitete er als praktischer Tierarzt in Glückstadt. Am 11. Mai 1862 wurde er an der Universität Gießen zum Dr. med in Medicina et Chirurgica veterinaria promoviert. 1863 erhielt er einen neuen Ruf der Hannoveraner Tierarzneischule. Hier leitete er die ambulatorische Klinik und unterrichtete als dritter Lehrer. In seinen Vorlesungen sprach er zu Diätetik, Arzneimittellehrer, allgemeiner Therapie und Tierzucht. Zur 100-Jahr-Feier der Bildungseinrichtung erhielt er 1878 eine ordentliche Professur.
Harms galt es sehr erfahrener Lehrer, der seine Studenten praktisch anzuleiten verstand. Er beschäftigte sich insbesondere mit der Buiatrik und der Geburtshilfe, insbesondere im Bereich der Behandlung von Pferden. Harms erarbeitete dabei Grundlagenwissen und schrieb „Lehrbuch der tierärztlichen Geburtshilfe“, das sein Hauptwerk darstellte. Das mehrfach aufgelegte Buch galt bis nach dem Ersten Weltkrieg als führende Fachliteratur.
Harms zerstritt sich an der Tierarzneischule mit Andreas Christian Gerlach, dem seinerzeit führenden Veterinärmediziner Preußens. Aus diesem Grund verließ er die Hochschule 1883 und zog nach Friedrichstadt. Später lebte er in Flensburg und Niebüll. Während dieser Zeit praktizierte er wenig, sondern schrieb zumeist.